# Буландшахр (округ)
Буландшахр (гінді बुलन्दशहर जिला, урду ضلع بلند شہر, англ. Bulandshahr district) — округ індійського штату Уттар-Прадеш у межах Національного столичного регіону із центром у місті Буландшахр.
Округ є одним із головних центрів вирощування зернових у штаті, зокрема тут вирощуються цукрова тростина, пшениця, кукурудза, картопля. Промисловість лише дрібна, включає виробництво посуду, ремісницьких виробів, виробів мистецтва, керамічної плитки, фарб.

## Ресурси Інтернету
- Bulandshahr district [Архівовано 21 грудня 2009 у Wayback Machine.] Maps of India
- Bulandshahr district UP Online

| Індія | Це незавершена стаття з географії Індії. Ви можете допомогти проєкту, виправивши або дописавши її. |